# Sierra Blanquilla
Sierra Blanquilla este o arie protejată (arie specială de conservare — SAC, sit de importanță comunitară — SCI) din Spania întinsă pe o suprafață de 1.547 ha, integral pe uscat.

## Localizare
Centrul sitului Sierra Blanquilla este situat la coordonatele 36°47′14″N 5°00′24″W / 36.7872°N 5.0067°V.

## Înființare
Situl Sierra Blanquilla a fost declarat sit de importanță comunitară în decembrie 2000 pentru a proteja 15 specii de animale. Situl a fost protejat și ca arie specială de conservare în martie 2015.

## Biodiversitate
Situată în ecoregiunea mediteraneană, aria protejată conține 6 habitate naturale: Lande oro-mediteraneene cu formațiuni endemice de grozamă, Tufărișuri termo-mediteraneene și de pre-deșert, Dehesas cu Quercus spp. perene, Pseudostepă cu ierburi și specii anuale de Thero-Brachypodietea, Matorral arborescenți cu Juniperus spp., Pante stâncoase calcaroase cu vegetație casmofită.
La baza desemnării sitului se află mai multe specii protejate:
- păsări (13): acvilă de munte (Aquila chrysaetos), Aquila fasciata, buha (Bubo bubo), ciocârlie-cu-degete-scurte (Calandrella brachydactyla), șerpar (Circaetus gallicus), șoim călător (Falco peregrinus), Galerida theklae, vulturul pleșuv sur (Gyps fulvus), acvilă pitică (Hieraaetus pennatus), ciocârlie de pădure (Lullula arborea), Oenanthe leucura, Pyrrhocorax pyrrhocorax, silvie de tufiș (Sylvia undata)
- mamifere (2): vidră de râu (Lutra lutra), liliac cu urechi de șoarece (Myotis blythii)

Pe lângă speciile protejate, pe teritoriul sitului au mai fost identificate 5 specii de plante.